# هلیزوو
هلیزوو (به چکی: Hlízov) یک منطقهٔ مسکونی در جمهوری چک است که در ناحیه کوتنا هورا واقع شده‌است. هلیزوو ۵٫۹۴ کیلومتر مربع مساحت و ۵۱۱ نفر جمعیت دارد و ۲۰۲ متر بالاتر از سطح دریا واقع شده‌است.